# 公勉仁
公勉仁（1450年—1516年），字尚德，號西埠，山東青州府蒙陰縣人，軍籍，明朝政治人物。

## 生平
弘治二年（1489年）己酉科山東鄉試第七十五名舉人，三年（1490年）聯捷庚戌科會試第一百四十名，三甲第一百七十八名進士。授行人司行人，升江西道監察御史，升太僕寺少卿，正德年間得罪權宦劉瑾，貶都轉鹽運使司同知，升四川布政使司參議、四川按察司副使、四川按察使，正德七年（1512年）升都察院右僉都御史、巡撫大同，丁憂去職。十年（1515年）十二月調南贛巡撫，十一年（1516年）正月調鄖陽撫治，七月因勞病卒於任。

## 家族
曾祖公兟，縣丞；祖父公評；父公恕，縣丞。母許氏。從子公躋奎。